# Bačko Petrovo Selo
Bačko Petrovo Selo (en serbe cyrillique : Бачко Петрово Село ; en hongrois : Péterréve) est une localité de Serbie située dans la province autonome de Voïvodine. Elle fait partie de la municipalité de Bečej dans le district de Bačka méridionale. Au recensement de 2011, elle comptait 6 295 habitants.
Bačko Petrovo Selo, officiellement classé parmi les villages de Serbie, est situé sur les bords de la Tisa.
Le monastère d'Uspenije Presvetle Bogorodice est situé à proximité de la localité.

## Démographie

### Évolution historique de la population
| 1948   | 1953   | 1961   | 1971  | 1981  | 1991  | 2002  | 2011  |
| ------ | ------ | ------ | ----- | ----- | ----- | ----- | ----- |
| 10 224 | 10 216 | 10 410 | 9 645 | 8 859 | 7 958 | 7 318 | 6 295 |

|  |